# Sonata per a piano núm. 2 (Ives)

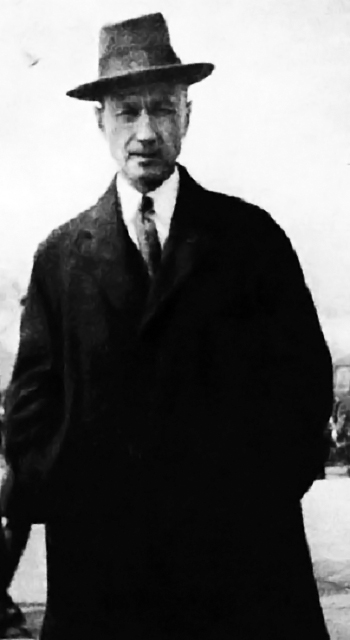
Charles Edward Ives (1874 - 1954)

La Sonata núm. 2, Concord, Mass., 1840-60 per a piano de Charles Ives és una de les obres més representatives i conegudes del compositor americà. Coneguda amb el sobrenom de “Concord Sonata”, és considerada de gran valor artístic i històric dins de la música americana del s. XX. L'obra consta de quatre moviments, cadascun dels quals està inspirat en els escrits d'importants pensadors del “Trascendentalisme” [n1] que a mitjans s.XIX van fer coneguda la ciutat de Concord, Massachusetts  (Estats Units) d'on eren originaris. Els quatre
moviments s'anomenen:
1. Emerson (sobre Ralph Waldo Emerson)
2. Hawthorne (sobre Nathaniel Hawthorne)
3. The Alcotts (sobre Bronson Alcott i Louisa May Alcott)
4. Thoreau (sobre Henry David Thoreau)

La connexió amb els trascendentalistes de Concord, van fer que l'obra adquirís una aura i un catxet importants, especialment per a aquells oients que encara no acabaven d'entendre la complexitat de la música del compositor americà.
Ives va publicar l'obra l'any 1920, juntament amb un llibret en què va escriure la seva revisió programàtica [n2] de la peça. Aquests “assaigs preliminars els va escriure el compositor per aquells que no podien suportar la seva música”. En aquests escrits, Ives va explicar els seus objectius en l'obra, l'únic treball pel qual es va sentir motivat per ‘explicar’ i distribuir. Aquesta va ser l'única vegada que l'autor va publicar una obra seva de manera autònoma fent-se càrrec ell mateix de les despeses d'impressió.  
Les crítiques rebudes a partir de la seva primera publicació van ser força  negatives. Compositors i crítics reconeguts coincidien en remarcar que es tractava d'una obra “intocable, amateur” i d'una modernitat excessiva i injustificada.
Dues dècades més tard, però, l'any 1939, el pianista John Kirkpatrick – després d'un acurat treball i estudi de la peça en el qual va participar el mateix Ives – va estrenar l'obra en públic al Town Hall de Nova York. D'aquella interpretació, Lawrence Gilman – un crític de primera línia de la coneguda revista New York Herald Tribune – va escriure que es tractava de “la millor música composta per un americà”. La llegenda de Charles Ives començava.

## Història

### Antecedents musicals i familiars
Charles Edward Ives neix a la ciutat de Quinnipiak,
Connecticut, el 20 d'octubre del 1874. Tot i pertànyer a una família amb una llarga tradició d'advocats, homes de negocis i banquers, el pare de Charles Ives, George Ives (1845-1894) ja va estudiar música i va dedicar gran part de la seva vida a fer experiments i invents sonors. La influència del pare va ser reconeguda pel
mateix Ives en alguns escrits i notes de diaris publicades:
“Tocava melodies amb quarts de to i intentava que la família les cantés. Però recordo que va deixar de fer-ho, excepte com a forma de càstig, tot i que havien començat a agradar-nos algunes de les melodies que s'atenien a l'escala habitual, però amb la introducció de quarts de to. Després de treballar durant un temps, va arribar a la convicció que calia aprendre alguns acords de quarts de to abans que les melodies tinguessin cert sentit i fossin naturals a l'oïda, i per tant, per a la veu".
Henry i Sideny Cowell, afirmen que “ no és exagerat afirmar que el fill va escriure la música del seu pare.
La infància de Charles Ives va transcórrer entre l'ambient purità d'una família molt religiosa pertanyent a la secta congregacionista, i l'entorn bulliciós de la banda de música que dirigia el seu pare. De caràcter tímid, després de la seva època escolar, Charles Ives va ingressar a la Universitat Yale on va començar els seus estudis de composició l'any 1984. Pocs dies després va morir el seu pare, fet que va significar un cop dur pel compositor, que va haver de buscar entre els professors algú que substituís la funció de company i mestre que havia trobat en el seu progenitor.
Va ser alumne durant quatre cursos del llavors cèlebre compositor Horatio Parker, que ensenyava els immutables principis de la música alemanya. Amb el propòsit de dedicar-se professionalment a l'exercici de la composició musical, Ives va acatar sense indiferència la disciplina del professor. En les seves memòries escriu: “Parker, al començar el primer any, em va demanar que no portés més coses com aquelles a la classe [fent referència a un parell de fugues que havia escrit
amb el tema de quatre tonalitats diferents]; vaig seguir amb bastanta regularitat el treball a la classe, provant ocasionalment coses noves pel meu compte”.
L'estètica musical que llavors es pretenia propagar des de l'academicisme responia a la situació social i migratòria que vivia el país. Entre el 1840 i el 1900, van arribar als Estats Units milions d'immigrants – alemanys, escandinaus, italians, i europeus de l'est – atrets pel seu creixement continu i la seva expansió industrialitzadora. Aquells nouvinguts arribaven amb la ideologia i el sentiment del romanticisme triomfant a Europa, de manera que als Estats Units va començar un intent per acomodar-se als cultismes de la música europea centrada en les normes dels compositors alemanys més venerats. Els joves compositors, doncs, estudiaven amb els “mestres” alemanys emigrats als Estats Units, abandonant els motius i usos de la tradició autòctona per les regles “científiques” importades.
Va ser a principis del s.XIX, amb l'aparició de la nova classe social burgesa que tenia la necessitat de diferenciar-se de la classe productora, quan apareix l'oportunitat de trencar amb el criteri purità que s'havia imposat en la música.  Mentre a Europa el Romanticisme, la industrialització i la lluita de classes construïa l'esperit de l'època moderna, a Nord-amèrica l'expansió per riques terres i la industrialització sense límits dibuixava un escenari social i cultural totalment diferent. 
La situació de les arts i la cultura en general era un problema secundari als Estats Units. Només  en la literatura es podien trobar escriptors que semblaven emprar un llenguatge que, malgrat no acabar de sortir de l'estètica
romàntica europea, ja feia referència a una experiència autòctona. Entre els escriptors més coneguts es podien trobar noms com el d'Edgar Allan Poe, Walt Whitman, Herman Melville o Nathaniel Hawthorne. Aquest món literari era, com més tard també ho seria la música d'Ives, un reflex d'un dels focus intel·lectuals més importants del s. XIX, El Trascendentalisme [n1]. Aquest moviment intel·lectual va néixer a la petita ciutat de Concord, a l'estat de Massachusetts, i aquest va ser precisament el centre del món al voltant del qual es va moure la vida intel·lectual de
Charles Ives.

### Composició
La Concord Sonata va ser la primera obra que va oferir Ives al públic després de les seves últimes cinc peces curtes publicades el 1896 i 1897, durant la seva època a la Universitat Yale. Després de la seva època universitària, van
començar els anys més actius a nivell compositiu, tot i que eren ben poques les vegades que músics professionals interpretaven les seves peces. En el moment que va publicar la Concord Sonata, l'any 1921, Ives era virtualment
desconegut.
El procés de composició de l'obra va ser llarg, en acord a la forma en què Ives treballava. Tal com el mateix compositor cita en les seves memòries, “Hawthorne” (2n moviment) el va acabar el 12 d'octubre de 1911, “The Alcotts” (3r moviment) el
1913, i “Thoreau” (4t moviment) el 1915. El primer moviment, “Emerson”, el va acabar durant l'estiu del 1912, i
el 1915 va fer una revisió a “The Alcotts”. De fet, algunes de les dates són una mica confuses fins i tot en les
pròpies dades trobades a les Memòries del compositor. El que si que és segur, és que van ser diversos els treballs i obres prèvies destacades – la majoria finalment abandonades – que van acabar formant part de la Concord Sonata després del 1911. 
Entre elles hi havia la Alcott Overture (1904) amb un tema i diversos passatges que després Ives va
utilitzar per a la sonata. També part d'un treball que data del 1902 va ser reciclat per a la part central de “The
Alcotts”, així com dos passatges d'un quartet de corda que havia fet el 1905 i que va passar a formar part, més tard, de l'últim moviment,“Thoreau”.
L'any 1907, Ives havia començat un concert de piano, “Emerson” Concerto, que va convertir-se en part de l'obertura del primer moviment de la sonata. A més a més, part de la música de la “Emerson” Overture  va ser aparentment abandonada per convertir-se en una obra independent, Study No.2  i Study No.9 (més tard coneguts amb el nom de The
Anti-Abolitionist Riots, 1911). El mateix va passar amb part del treball del primer moviment, que va desembocar en
les conegudes Four Transcriptions from “Emerson” (1926). El 1910, el material de “Hawthorne”, per la seva banda, va ser utilitzat com a punt de partida per al segon moviment de la Quarta Simfonia del compositor.
Amb tot, no va ser fins a l'any 1921 que Charles Ives va enviar l'obra sencera, sense previ avís, juntament amb una còpia del seu assaig (Essays Before a Sonata) als subscriptors de la revista Musical Courier, a més a més d'altres
músics.
Pel que fa al procés compositiu, és ben sabut que Ives feia sempre nombroses revisions de les seves obres, retornant fins i tot a les primeres versions d'aquestes. En aquest sentit, durant els anys 20, Elliott Carter va tenir la impressió que hi havia hagut alguns canvis en el nivell de dissonància de molts treballs, tenint en compte que també els gustos del compositor canviaven. Fins i tot el mateix Kirkpatrick, gran coneixedor de la peça, dubtava sobre alguna de les dates que Ives citava en les seves memòries. És aquest, doncs, un tema que ha portat força cua a nivell musicològic, tot i que les dates que figuren en aquest article són les que el compositor va referenciar.

### Rebuda de l'obra
Les primeres crítiques a l'obra van arribar el gener del 1921, com a resposta a la primera publicació que es va fer a la revista Musical Courier. El sarcasme va ser el centre de les crítiques, dient que ningú podria reaccionar a la música que Ives presentava, ja que “ningú més [a part del mateix compositor, potser] serà mai capaç de tocar la música per nosaltres, ja que la nomenclatura musical de Charles és quelcom completament personal”. La revista Musical America, per la seva banda, va considerar l'obra “sense cap dubte, la conglomeració més alarmant de notes sense sentit que mai hàgim vist gravades en un paper blanc”.
Edwin J. Stringham, escriptor a la revista Rocky Mountain News, de Denver, va considerar que Ives “sobrepassava” “en cacofonia” la “música estranya” escrita per Igor Stravinsky, Arnold Schönberg, Leo Ornstein o Alfredo Casella. “Per a quina altra raó voldria un compositor que ha tingut l'oportunitat i avantatge d'una formació musical excepcional, escriure una música com aquesta?”, “el salt de Bach a la Concord és d'una diferència massa gran com per ser real – o com a mínim seriós – ”. La gran majoria de les crítiques, doncs, van coincidir en remarcar la dificultat de l'obra pel que feia al seu llenguatge musical dissonant, la impossibilitat de ser tocada, o la mancança de professionalitat.
La crítica més detallada, però, va arribar de Henry Bellamann, un exitós escriptor de novel·les i degà de Belles Arts a la
Universitat de noies de Chicora (Columbia, Carolina del Sud). Bellamann va reconèixer en el treball d'Ives “ una peça feta amb sinceritat”. Per a la seva crítica, Bellamann va incorporar material biogràfic addicional – gràcies també a la correspondència que va intercanviar amb el compositor –, així com altra informació relativa a allò que Ives pretenia aconseguir en la seva obra. Amb tot, va concloure que la Concord Sonata “rebel·lava la música com ningú ho havia fet mai abans – un estil gran, dur i original sense derivacions recognoscibles de Debussy, Strauss o Stravinsky”. Aquelles afirmacions van començar a canviar la visió de Charles Ives com a compositor a Amèrica.
Després d'aquestes respostes, la Concord Sonata rarament es podia sentir sencera en concerts de músics professionals, fins que el pianista John Kirkpatrick va fer-ne la primera interpretació l'any 1939.

### Intèrprets
Aquesta sonata, en la seva versió original va ser repartida al públic per parts. El tercer moviment, “The Alcotts”, va ser el primer a programar-se, el 3 d'agost del 1921, de la mà del pianista Clifton Furness. Va ser una lectura, recital i discussió que es va celebrar en un dels cursos del pianista a la Northwestern University.
Més tard, el 1921 i 1922, Bellamann va organitzar i presentar altres lectures-recitals a Columbia, Carolina del Sud i Atlanta, on la pianista Lenore Purcell va tocar alguns fragments de la sonata.
El 1928 Oscar Ziegler va interpretar “The Alcotts” a Salzburg, i el mateix any Keith Corelli va tocar “Emerson” en diversos estats del sud i l'oest del país.
Durant els anys 20 i 30, van ser diversos els compositors que van estrenar i/o arranjar altres obres d'Ives, entre ells Henry Cowell, Nicholas Slonimsky o Aaron Copland. Tota aquesta activitat va ajudar a fer coneguda la música del compositor americà, i va ser llavors quan va arribar a les mans de John Kirkpatrick una còpia de la Concord Sonata. El jove pianista americà va començar llavors la seva immersió en l'obra, aconseguint tocar “The Alcotts” l'any 1932. El 1934 va decidir aprendre la sonata sencera i va començar a establir comunicació amb el compositor, la qual li va servir de gran ajuda per conèixer i entendre de primera mà tot allò que Ives havia volgut transmetre i aconseguir a en la seva obra. 
El 28 de novembre de 1938, Kirkpatrick va interpretar la peça completa per primera vegada a The Old House a Cos Cob, Connecticut. Prèviament l'havia tocat en un recital privat a Stamford, Connecticut, el 21 de gener del mateix any. La interpretació que finalment li va permetre arribar als crítics més importants, però, va ser la que el mateix Kirkpatrick va fer un any més tard, el 20 de gener del 1939 al Town Hall de Nova York. Aquesta última va ser segurament l'empenta que
faltava per començar a canviar l'aura al voltant de la Concord Sonata, així com de la llegenda del Charles Ives.
Anys més tard, també altres músics van afegir el seu nom a la llista d'intèrprets de la Concord Sonata, entre ells George Pappastavrou i Aloys Kontarsky.

## Anàlisi

### Materials emprats
Ives va dedicar-se a crear un llenguatge personal, idiosincràtic, com a resposta a la demanda dels nous principis estètics i
tècnics de finals del s.XIX i principis del s.XX. Tot i els importants signes de modernisme inherents en l'atonalitat [n4] i la dissonància, la Concord Sonata  es pot considerar també, d'alguna manera, una continuació dels ideals musicals de
l'època anterior. I és que en el seu llenguatge hi trobem l'exploració i reinterpretació de la tradició europea i americana del s.XIX.
Ives diferenciava entre sonata, “sets” i altres obres descriptives experimentals, tinguessin títols programàtics[n2] o no. Ives, i igual que per molts compositors del s.XIX que seguien el “despertar” de Beethoven [n6], va emprar el terme sonata en el sentit d'obra amb diferents moviments o seccions, separats de manera clara.
En relació al material utilitzat, a la Concord Sonata podem trobar múltiples fragments temàtics (amb les seves transformacions rítmiques i melòdiques corresponents), així com diferents temes originals o reciclats d'altres autors, reminiscències temàtiques i prefiguracions de composicions passades i futures del mateix Ives. Tot i la presència d'una important xarxa de motius, podem classificar-los en dues famílies temàtiques diferents i que van
apareixent com a centrals d'un moviment a l'altra. Alguns llibres hi fan referència amb el nom de:
1)     Família
de “La fe humana” (the “Human faith”
family)
2)     Família
de “El camp de blat” (the “corn field”
family)

#### Família de motius I:the “human faith” family
La primera família de motius (“La fe humana”) utilitza el nom de “la fe humana” citant la designació que el mateix Ives va fer servir en el seu assaig. Es tracta d'una sèrie de set fragments motívics d'entre 3 i 8 notes de durada, que estan connectats entre ells. Cadascun dels fragments és interpretat en forma de citació o com una al·lusió a altres temes que Ives desenvolupa al llarg de l'obra. Podem trobar un exemple clar d'aquesta família de motius en el primer moviment, “Emerson”, on apareix de forma obscura força al començament.

#### Família de motius II:the “corn field” family
La segona família de motius (“El camp de blat”) fa servir aquest nom perquè els seus membres estan relacionats d'alguna manera amb el refrany de Stephen Foster “Down in the Corn Field”. En aquest cas, es tracta d'una sèrie de cinc escales descendents diferents, cadascuna de 5 notes (amb una variant de quatre notes). Els motius més lírics d'aquesta família apareixen tant en la versió diatònica com pentatònica, i en diferents nivells de reconeixement.

#### Material reutilitzat
A part dels motius originals que Ives distribueix entre les dues famílies anteriorment citades, també reutilitza materials provinents d'altres autors. En aquest sentit la 5a Simfonia i la sonata “Hammerklavier” de Beethoven ocupen el centre musical i espiritual de la Concord Sonata. Altres materials reutilitzats per l'autor provenen d'himnes i música popular escollits per la seva qualitat musical: Martyn (1834) de Simeon B. Marsh; Missionary Chant (1834) de Charles Zeuner; “Columbia, the Gem of the Ocean” (1843) de David T. Shaichard; “Stop that knocking at my door” (1843) d'Anthony F. Winnemore;  Wedding March (1850) de l'obra Loghengrin de Richard Wagner); Crusader’s Hymn (1850) arranjat per Richard S. Willis; “Massa’s in De Cold Ground” (1852) de Foster; o Prelude de Tristan und Isolde de R.Wagner.

### Forma
Pel que fa a la forma, la Concord Sonata presenta un repte taxonòmic. I és que es tracta d'un “grup de quatre peces, anomenat sonata per falta d'un nom més exacte”, i alhora evita l'estructura de la forma sonata clàssica. 
Amb relació a la forma sonata, podem dir que conserva la forma cíclica, la transformació temàtica, el desenvolupament de les variacions i un enfocament programàtic a nivell filosòfic i narratiu. Malgrat tot, el nivell de dissonàncies i contrapunt situen l'obra molt més a prop dels compositors modernistes d'abans de la Primera Guerra Mundial, com Schönberg, Berg o Stravinsky.
La forma emprada en els moviments d' “Emerson”  i “Thoreau” s'acosta a la d'un rondó, salvant les distàncies si tenim en compte que els temes mai reapareixen en la seva forma original.
L'estructura de “The Alcotts” respon més aviat a una forma A-B-A’, on la segona A’ passa per ser més aviat una variació de la primera en lloc d'una recuperació de l'original.
Finalment, “Hawthorne” és probablement el moviment que guarda menys coherència i ordre intern tot i que hi podríem reconèixer tres seccions diferents, cadascuna d'elles amb dues o tres subseccions.

#### “Emerson” (1r moviment)
La sonata es construeix sobre dos motius. D'una banda, un motiu de caràcter èpic que consisteix en una nota repetida tres vegades i seguida per un salt de tercera major descendent, o dit d'una altra manera, el motiu que Beethoven utilitza per
a l'obertura de la seva cinquena simfonia.
De l'altra banda, el segon motiu és de caràcter líric i evoluciona per moviment conjunt. Els dos motius s'entrellacen sovint durant l'obra, quan apareixen. A les seccions contrastants que trobem en aquest primer moviment, Ives les anomena prosa i vers.
A part del tema inicial trobem també cert establiment de forma i d'idees que obren l'obra en el sentit musical i s'apliquen a la línia melòdica, la polifonia, el ritme i les implicacions harmòniques (d'atonals[n4] a tonals [n5]) per tal de fer evident el concepte d'una diversitat que evoluciona cap a la unitat en la seva culminació.
Els dos motius apareixen de manera lliure en les dues seccions. Pràcticament qualsevol tipus de variació concebible és aplicada al motiu èpic. Sovint, molts d'aquests desenvolupaments apareixen de forma polifònica contrastant en els valors rítmics, normalment amb elements barrejats dels dos motius a la vegada. El desenvolupament rítmic i temàtic evoluciona des de la complexitat cap a la simplicitat.

#### “Hawthorne” (2n moviment)
El moviment de “Hawthorne” obre amb unes notes lleugeres i ràpides que duren entre setze i trenta segons. A part, podem sentir una melodia punyent que va saltant a part, deixant grans espais. A continuació, una secció de síncopes properes a la rítmica del jazz més antic es contraposa a uns acords ondulants que es trenquen. Més tard apareix un dels moments més
recordats i criticats de l'obra, en que s'utilitza un tros de fusta per aguantar premudes les tecles de dues octaves del
piano (blanques i negres). “La ressonància manté l'audiència pràcticament eixordada fins al so resultant final”.
A la secció del mig hi trobem canvis freqüents, amb seccions curtes que introdueixen nous aspectes en el tema fonamental. Hi ha un retorn al tempo ràpid original creixent en intensitat cap a un fortissimo i desembocant finalment en el motiu beethovenià de la 5à simfonia.  
Aquests dos primers moviments, i també els més llargs, són de caràcter dinàmic i actiu en tot moment. En ells trobem moments de polifonies, acords i poliacords complexos, i una rítmica irregular. Només en moments molt concrets es suggereix una tonalitat subjacent.

#### “The Alcotts” (3r moviment)
“The Alcotts” presenta una simplicitat clara i sincera. El moviment obra amb un motiu èpic en forma lírica i harmonitzat de manera simple amb totes les parts en una sola tonalitat. El ritme és poc desenvolupat, tal com passaria en un himne. 
Més enllà dels motius i l'harmonia, “es tracta d'un moviment que pretén transmetre l'esperit d'una família de religió continguda, d'una banda, i la música domèstica de les filles tocant el piano a la sala d'estar, de l'altra”.

#### “Thoreau” (4t moviment)
El moviment final, tot i ser de tempo molt lent, és subjecte de “sobtades carreres de dards”. 
És de caràcter contemplatiu i la seva calma interna nega allò que sembla un desordre intencionat en el qual apareixen materials d'altres moviments.
El xoc aparent condueix de manera clara cap al desenllaç, en el qual els motius èpics i lírics de la sonata es barregen amb una llarga melodia. Per interpretar aquesta melodia, Ives recorre a la flauta travessera, tot i haver deixat molt clar fins al moment que es tracta d'una sonata de piano.
A la cadència final, el motiu èpic reapareix a sobre de les tríades de tònica i dominant. Aquesta és la culminació de tota l'obra: “una conclusió tranquil·la cap a la tonalitat idèntica, rebutjant així l'ascenció o la caiguda, i produint d'aquesta manera la sensació que la música no s'acaba sinó que segueix creixent en la imaginació”.

## Edicions de l'obra
L'any 1921 es va publicar la primera edició de la Concord Sonata de la mà del mateix Charles Ives. Després de la interpretació de Ki0rkpatrick, l'any 1939, es va fer una revisió de l'obra que va portar la publicació d'una segona edició l'any 1947.

## Enregistraments
La primera interpretació completa de la Concord Sonata per part del pianista americà Kirkpatrick, l'any 1939, va ajudar a crear mercat per una nova revisió i reimpressió de la peça, que no van aparèixer fins al 1947. Un any més tard, Columbia va llançar la interpretació de Kirkpatrick gravada l'abril del 1945. Igual que les futures gravacions, també aquella estava basada en gran part, en la segona edició.
A la dècada dels 60 es van afegir quatre gravacions més a la discografia de la Concord Sonata, dues l'any 1962 de la mà de George Pappastavrou i Aloys Kontarsky, i dues dos anys més tard, el 1964, de Kirkpatrick (la seva segona) i Alan Mandel.
Més tard, després de la mort del compositor l'any 1954, es van gravar altres versions, quatre a la dècada dels 70 i mínim unes altre vuit entre els anys 80 i 90.
Totes les interpretacions varien enormement en l'aspecte del tempo i en l'enfocament estilístic. Pappastavrou posa molt de pes en el lirisme d'Ives, per exemple, mentre que Kontarsky toca sovint amb de forma molt percussiva i amb gran velocitat.
Afortunadament, però, el 1943 Ives havia gravat la seva pròpia interpretació d'un fragment del primer i el tercer moviments (“Emerson” i “The Alcotts”). I a “Emerson” el mateix compositor, tot i seguir la partitura i les seves pròpies indicacions, es prenia algunes llibertats en el tempo així com en altres aspectes estilístics. D'aquesta manera es va demostrar que, tal com va afirmar Thomas M. Brodhead, “Ives desitjava que qualsevol interpretació d'una versió del material d' “Emerson” sacrifiqués el tempo i el ritme per tal de tocar les ‘notes correctes' en els passatges difícils”.